# Mary Ann Horton
Mary Ann Horton, née Mark R. Horton le 21 novembre 1955, est une informaticienne, éducatrice et militante transgenre américaine, pionnière de Usenet et d'Internet. Horton a contribué au système Berkeley UNIX (BSD), y compris à l'éditeur vi et à la base de données terminfo,. Elle a créé le premier outil de pièces jointes de courrier électronique uuencode. Elle a également dirigé la croissance de Usenet dans les années 1980.
Horton est également une pionnière concernant la politique d'égalité d'emploi dans une grande entreprise américaine des personnes trans et de l'utilisation d'un langage inclusif pour celles-ci. Elle a milité pour des terminologies plus appropriées et de meilleures couvertures d'assurance maladie pour les personnes trans dans d'autres entreprises.

## Formation
Horton est née à Richland, dans l'État de Washington, et a grandi dans le Nord-Ouest Pacifique. Elle s'intéresse à la programmation informatique dès 1970. Elle déménage dans le comté de San Diego en 1971 et obtient un diplôme du lycée de San Dieguito en 1973. Titulaire d'un bachelor en informatique de l'Université de Californie du Sud en 1976, Horton obtient un master en informatique à l'Université du Wisconsin puis poursuit ses études à l'université de Californie à Berkeley en 1978, où elle obtient un doctorat en informatique en 1981.
Horton découvre le système UNIX lors de ses études au Wisconsin, créant un éditeur de texte UNIX amélioré appelé « hed ». Une fois à Berkeley, elle contribue au développement du système Berkeley UNIX, ainsi que de l'éditeur de texte vi, du tout premier mécanisme pour les pièces jointes aux e-mails uuencode et des outils w, Load averages et termcap et curses. Sa thèse de doctorat a pour sujet la création d'un nouveau type d'éditeur orienté syntaxe avec une interface textuelle. Cette technologie a ensuite été utilisée pour créer des outils de génie logiciel assistés par ordinateur.
En 1980, Horton introduit à Berkeley le système A News de Usenet et commence à gérer sa croissance à partir d'un réseau de 10 sites. À la technologie UUCP d'origine de Usenet, elle ajoute la prise en charge de Berknet et d'ARPANET, ainsi qu'une passerelle entre plusieurs listes de diffusion ARPANET populaires et les groupes de discussion usenet « fa » . En 1981, le lycéen Matt Glickman demande à Horton une idée de projet pour les vacances de printemps, et les deux conçoivent et mettent en œuvre B News. Cet outil offre des améliorations majeures en matière de performance et d'interface utilisateur, nécessaires pour suivre la croissance explosive du volume de trafic sur Usenet.

## Travaux sur UNIX et Internet
En 1981, Horton devient membre du personnel technique de l'institut Bell Labs à Columbus, en Ohio. Chez Bell Labs, elle apporte des parties de Berkeley UNIX au système UNIX System V (SVR2), y compris l'éditeur vi et l'outil curses. Dans le cadre du travail sur curses, elle développe terminfo en remplacement de termcap (la plupart de ces travaux sont livrés dans le cadre de SVR2). En 1987, elle rejoint le Centre de calcul de Bell Labs pour apporter une assistance technique officielle pour Usenet et les e-mails dans l'entreprise.
Horton continue de piloter Usenet jusqu'en 1988. Elle favorise une croissance rapide du système en organisant des fils d'actualité pour de nouveaux sites. Chaque nouveau site accepte d'être le fil conducteur de deux autres nouveaux sites en fonction des besoins. Cette politique contribue à la croissance de Usenet à plus de 5000 sites en 1987. Horton recrute des membres et conçoit la topologie physique originale de la dorsale Usenet en 1983. Gene "Spaf" Spafford crée ensuite une liste de diffusion des administrateurs de la dorsale, qui contient également des personnes contribuant beaucoup sans être administratrices. Cette liste est devenue connue sous le nom de Cabale de la dorsale et sert de colonne vertébrale « politique » (pour les prises de décision). La dorsale assurait la fiabilité et les performances de l'ensemble du réseau.
Usenet débute avec seulement quelques messages par jour, mais le volume augmente rapidement ce qui devient un problème. Horton ajoute des groupes de discussion modérés, distingués par des noms commençant par « mod » ou contenant announce (« annoncement ») et modère le premier de ces groupes de discussion : news.announce.important. Seule la personne modératrice pouvait poster des messages directement, tous les autres messages étant automatiquement envoyés à la modération pour approbation. Finalement, le logiciel B News est amélioré pour permettre à n'importe quel groupe de discussion d'être modéré, quel que soit son nom.
Usenet s'est appuyé sur le courrier électronique pour les réponses, exigeant que les liens Usenet puissent être utilisés pour le courrier électronique. Au début, tous les messages Usenet et UUCP utilisaient des « bang paths », tels que unc!research!ucbvax!mary, comme adresses e-mail. Horton guide ce processus de courrier électronique, y compris l'utilisation de la passerelle ARPANET/UUCP, en utilisant des adresses électroniques routées telles que cbosgd!mary@berkeley. Ces adresses étaient complexes, alambiquées et parfois ambiguës. Lorsque les domaines Internet ont été créés pour la première fois en 1983, Horton défend leur utilisation en publiant l'article de référence « What is a Domain? » (« Qu'est-ce qu'un domaine ? »).
À Usenix en janvier 1984, Horton recrute un groupe de volontaires pour créer le projet de cartographie UUCP. Le projet divise le monde en régions géographiques. Une personne volontaire de chaque région maintient la carte de connectivité UUCP de la région et la publie régulièrement sur le groupe de discussion comp.mail.maps. Chaque site exécute le programme pathalias de Steve Bellovin pour créer une base de données de routage de courrier électronique, optimisée localement à partir de cette carte. Horton travaille avec Chris Seiwald et Larry Auton pour produire le smail, utilise cette base de données pour acheminer les e-mails, à l'aide d'adresses e-mail telles que mary@cbosgd.UUCP.
Au milieu des années 1980, les premières utilisations du domaine comprennent .ARPA, .UUCP, .CSNET et .BITNET en tant que domaines de premier niveau, représentant quatre principaux réseaux de messagerie. En janvier 1986, Horton représente l'UUCP lors d'une réunion pour organiser la coopération technique de ces réseaux. Dans cette réunion se trouvent également Dan Oberst représentant BITNET, Craig Partridge représentant CSNET, et Ken Harrenstein, qui anime la réunion au nom de l'ARPANET. Harrenstein convainc les autres de soutenir la création de six domaines fonctionnels de premier niveau : COM, EDU, ORG, NET, GOV et MIL. Chaque réseau est autorisé à enregistrer des domaines en COM, EDU, ORG et NET. Ce groupe de bureaux d'enregistrement est le précurseur du registre des noms de domaine de l'ICANN.
Horton met en œuvre la partie UUCP du registre en réorganisant le projet UUCP dans la « zone UUCP ». Avec Tim Thompson, Horton enregistre 150 organisations exclusivement UUCP avec un domaine en .COM et .EDU. mary@stargate.com devient une adresse e-mail UUCP valide, même si le message est transmis via UUCP à l'aide de modems commutés.
La zone UUCP se joint au projet Stargate de Lauren Weinstein (en) qui construit un projet pilote pour transmettre Usenet sur la télévision par satellite, pour former le Stargate Information Systems. Le premier domaine enregistré est stargate.com, le second est l'employeur de Horton, att.com. Le domaine att.com se connecte à Internet à l'aide de modems commutés jusqu'en 1990, lorsque Horton met en œuvre l'architecture de pare-feu de Bill Cheswick pour créer la première connexion TCP/IP à Internet d'AT&T avec un pare-feu sécurisé.
Le livre Portable C Software, publié par Horton en 1990, est devenu une référence populaire pour la programmation en C[réf. nécessaire]. Il décrit les fonctions et les techniques de programmation qui peuvent être utilisées de manière fiable sur de nombreux types de systèmes informatiques différents, et indique quelles méthodes ne sont pas portables.
En 1992, Horton crée un package de messagerie interne pour Bell Labs appelé EMS (Electronic Messaging System). Ce package intègre le système de messagerie existant basé sur UUCP avec le répertoire de pages blanches « POST » d'AT&T et le monde de la messagerie par e-mail basée sur les domaines. Horton crée et dirige également un service de courrier électronique pris en charge pour Bell Labs. Ce système prenait en charge de nombreux formats d'adressage e-mail, y compris ceux qui interrogeaient dynamiquement le répertoire POST :
- Pseudo : mary@att.com
- Nom complet : Mary. R.Horton@att.com
- Diffusion vers un bâtiment : loc=oh0012/all=yes@att.com
- Requête complexe : tous les responsables techniques et directeurs de Columbus : loc=oh0012/tl=tmgr/tl=dir/all=yes@att.com

En 2000, Horton rejoint l'entreprise Avaya, où elle est directrice principale de la messagerie et de l'annuaire d'entreprise. En 2002, Horton rejoint le groupe d'ingénierie de mise en œuvre UNIX de Bank One, qui est racheté par JPMorgan Chase en 2004. Réalisant enfin le rêve d'une vie, Horton déménage de Columbus à San Diego en 2007, rejoignant l'équipe Transmission Grid Operations de Sempra Energy.

## Engagement pour la diversité
Horton est une femme transgenre. Adoptant le nom de Mary Ann en 1987, Horton fonde le premier groupe de soutien transgenre de Columbus, le Crystal Club, en 1989. En 1997, elle rejoint EQUAL, le groupe de ressources de l'entreprise Lucent pour les personnes LGBT où elle perçoit l'intérêt d'être « out » au travail, soutenue par une politique de non-discrimination sur l'égalité des chances (EC). À l'époque, aucune grande entreprise n'utilise de terminologie inclusive des personnes trans dans sa politique d'EC. Horton demande son inclusion dans la politique de Lucent et recommande de mentionner les discriminations liées à « l'identité, les caractéristiques ou l'expression de genre ». En conséquence, Lucent devient la première grande entreprise à inclure un langage inclusif pour les personnes trans dans sa politique d'EC, en 1997.
À l'époque, Horton s'identifie comme travestie, se présentant parfois avec son prénom de naissance et parfois comme Mary Ann. Après la publication de la politique d'égalité des chances de Lucent, Horton travaille là-bas principalement sous son identité de naissance, et occasionnellement avec le prénom Mary Ann. Elle est la première travestie connue à travailler avec succès à temps partiel en tant que femme pour une grande entreprise. Malgré la controverse sur la capacité des entreprises américaines à traiter avec une personne travestie à temps partiel, l'expérience de travail de Horton est positive.
Horton défend l'ajout d'un langage incluant les personnes trans dans d'autres entreprises, soutenant cette démarche chez Apple, Xerox, Chase, et plus tard chez Bank One et Sempra Energy. Le terme « caractéristiques de genre » de la formulation originelle était destiné à inclure les personnes intersexes, mais cela a été supprimé après des discussions avec des militants intersexes qui ont déclaré que « l'expression de genre » incluait le mieux leurs besoins.
Horton est l'une des premières actrices transgenres à jouer un rôle trans à la télévision. Elle est apparue en tant qu'Aurora, une dirigeante d'entreprise, dans une annonce d'intérêt public pour l'association Stonewall Columbus (en) intitulée The Boardroom en juin 2003.
Horton reçoit le prix Trailblazer de Out & Equal Workplace Advocates (en) en octobre 2001 pour son travail chez Lucent et Avaya. La semaine suivante, elle effectue sa transition publique, se présentant désormais uniquement sous le prénom de Mary Ann. Au cours des années suivantes, elle suit un traitement médical et change légalement son nom en Mary Ann Horton et son genre, devenant une femme.
Dans les années 1990, la plupart des polices d'assurance-maladie des employeurs refusent de couvrir les chirurgie de réattribution sexuelle (CRS) ou tout ce qui s'y rapporte. Horton plaide pour l'inclusion de mesures en faveur de la santé des personnes trans (Trans Health Benefit ou THB) dans ces politiques. Elle documente la couverture des CRS par Lucent en 2000 et l'inclusion de points pour les THB dans l'indice d'égalité des entreprises de la Human Rights Campaign (HRC), mesure mise en place en 2005.
En 2002, Horton recueille des données auprès de 13 des 15 principaux chirurgiens américains de CRS afin de déterminer l'incidence, la prévalence intrinsèque et le coût moyen des CRS. Ces données présentées lors du Out & Equal Workplace Summit (en) (le « Sommet des espaces de travail de Out & Equal »), ont montré que le coût de couverture des THB, que l'on croyait auparavant très élevé, est en réalité très bas soit inférieur à 40 centimes par résident américain et par an. Ces données, combinées aux points de l'indice d'égalité des entreprises de la HRC, ont conduit à une couverture accrue des traitements par les grandes entreprises.

## Statut actuel
Horton réside actuellement à Poway, en Californie.
Elle est retraitée de Sempra Energy de son métier de programmeuse/analyste principale EMS ( Energy management system ou système de gestion de l'énergie, un système de contrôle SCADA).
Horton est également consultante sur les questions relatives aux personnes trans au travail et sur les technologies UNIX et Internet. Elle est propriétaire de Red Ace Technology Solutions, qui fournit des services d'hébergement Web à prix réduit aux organisations à but non lucratif et aux petites entreprises.